# Antídoto universal
El mal llamado antídoto universal es una "fórmula" descrita en numerosas obras antiguas de toxicología y divulgación que actualmente está totalmente desacreditada por multitud de estudios, ya que los componentes se desactivan entre sí. El ejemplo del “antídoto universal” señala el peligro de aceptar sin la debida crítica proposiciones en desuso para el tratamiento de las intoxicaciones.1 (enlace roto disponible en Internet Archive; véase el historial, la primera versión y la última).,2,3
La fórmula podía estar principalmente compuesta de óxido de magnesio, ácido tánico y carbón activo. Su administración se indicaba para el tratamiento oral de las intoxicaciones. El origen de la fórmula parece remontarse a 1904 en Inglaterra y Estados Unidos 1 (enlace roto disponible en Internet Archive; véase el historial, la primera versión y la última)..
Ensayos en ratones dieron como resultado que la mezcla del antídoto no desarrolla una acción desintoxicante digna de mención en los alcaloides (estricnina, aconitina, coniina, quinina, atropina, yohimbina, nicotina) ni en los insecticidas (parationa, parexano), hipnóticos (fenobarbital, glutetimida), analgésicos y antipiréticos (ácido acetilsalicílico, acetofenetidina) u otras substancias (arsénico nitrobenzol)1 (enlace roto disponible en Internet Archive; véase el historial, la primera versión y la última)., 2.
La comprobación in vitro dio por resultado que los tres componentes de la mezcla se desactivan entre sí: el tanino es absorbido por el carbón, la magnesia usta y el tanino dan una reacción de precipitación, los productos de la reacción se unen, igualmente, al carbón. Con esto se pierden ampliamente las buenas propiedades de absorción del carbón y la capacidad del ácido tánico para precipitar los alcaloides, en parte también la capacidad de neutralización de la magnesia usta. Además, el “antídoto universal” pone el contenido gástrico alcalino en un pH = 9,0—9,5 (probado en seres humanos con la “cápsula de Heidelberg”) y fomenta así la resorción de tales tóxicos. 
El “antídoto universal” representa, por consiguiente, una auténtica incompatibilidad química y se debería tachar del arsenal médico 1 (enlace roto disponible en Internet Archive; véase el historial, la primera versión y la última)., 3.
Por otro lado, el carbon activo por sí solo, posee generalmente una notable capacidad de combinación y es mucho más efectivo como absorbente. 1 (enlace roto disponible en Internet Archive; véase el historial, la primera versión y la última). 3